# Ludvig Vibe
Frederik Ludvig Vibe (26 de setembro de 1803 - 21 de junho de 1881) foi um filólogo e educador clássico norueguês. Foi professor de língua grega na Royal Frederick University de 1838.
Nasceu em Bergen como filho do governador do condado, do Comissário Geral da Guerra e do camareiro Niels Andreas Vibe (1759-1814) e Margery Kierulff (1775-1852). Ele era sobrinho de Johan Vibe e Ditlev Wibe, irmão de Henriette Gislesen, cunhado de Heinrich Arnold Thaulow e primo em segundo grau de Ludvig Cæsar Martin Aubert. A família mudou-se para Christiania em 1811.
Vibe fez seu exame em 1820 e se formou na Royal Frederick University com o cand.philol. diplomado em 1827. Em 1829, ele foi contratado como professor de latim na Christiania Cathedral School. Foi professor de grego na Universidade de 1830 e foi promovido a professor em 1838. Ele é conhecido por traduzir The Birds and Prometheus Bound, e também por um trabalho sobre governança espartana chamado Hvad var Spartas Ekklesi? . Ele estava, no entanto, mais interessado em preservar a posição das línguas clássicas na sociedade. Foi conselheiro do político Hans Riddervold no final da década de 1840 e também presidiu a comissão pública Skolekommisjonen av 1847 . Em 1848, ele começou o jornal conservador Christiania-Posten com Carl Arntzen e também deixou a universidade para se tornar diretor da Christiania Cathedral School.
Vibe era conservador, enquanto o membro da comissão Hartvig Nissen era um reformador; o terceiro membro da comissão era Ludvig Cæsar Martin Aubert. Em geral, o Vibe era aliado a Frederik Moltke Bugge, enquanto outras posições como Anton Martin Schweigaard e Herman Foss eram a favor das ciências naturais. Por volta de 1850, as ciências naturais foram introduzidas nas escolas secundárias da Noruega, exceto Christiania, Trondhjem e Bergen Cathedral School. Durante a carreira de Vibe como diretora na Christiania Cathedral School, o número de estudantes caiu. Ele adoeceu depois de 1870 e foi substituído por Emil Schreiner. Ficou claro que ele não poderia retornar e se aposentou em 1872.
Vibe foi casado com Ferdinanda Augusta Wilhelmine Steensgaard (1812–1898) de dezembro de 1833. Foi bisavô de Inger Alver Gløersen e Gunnar Fougner Høst. Ele morreu em junho de 1881 em Kristiania.